# 인터내셔널 (2009년 영화)
인터내셔널(The International)은 영국에서 제작된 톰 티크베어 감독의 2009년 액션 스릴러 영화이다. 클라이브 오웬 등이 주연으로 출연하였고 리차드 서클 등이 제작에 참여하였다.

## 출연

### 주연
- 클라이브 오웬
- 나오미 왓츠

### 조연
- 아민 뮬러 스탈
- 브라이언 F. 오바이런
- 율리히 톰센
- 제임스 레브혼
- 잭 맥기
- 레미 오버존와
- 패트릭 벨라디
- 타카코 헤이우드
- 빅터 슬레작
- 엑셀 밀버그
- 루카 칼바니
- 루카 바르바레스키
- 타이 존스
- 맷 파트레시
- 펠릭스 솔리스
- 로리스 로디
- 닐라자 선
- 알레산드로 파브리지
- 릭키 왓슨
- 마코 갬비노
- 밥 웨스톤
- 로버트 살레르노

## 제작진
- Line PD: 딜로이 걸룬
- 프로듀서: 섀넌 골딩
- 공동제작: 찰리 워브큰
- 공동제작: 헤닝 몰펜터
- 미술: 울리 하니쉬
- 의상: 엔길라 딕슨
- 배역: 미쉘 기쉬
- 배역: 베아트리스 크루거
- 배역: 프랜신 마이슬러
- 배역: 하리카 우이거